# Sibač
Sibač (cyr. Сибач) – wieś w Serbii, w Wojwodinie, w okręgu sremskim, w gminie Pećinci. W 2011 roku liczyła 468 mieszkańców.